# Glycaspis blakei
Glycaspis blakei är en insektsart som beskrevs av Moore 1970. Glycaspis blakei ingår i släktet Glycaspis och familjen rundbladloppor. Inga underarter finns listade i Catalogue of Life.